# Dominique Auerbacher
Dominique Auerbacher est une photographe française née en 1955 à Strasbourg dans le Bas-Rhin.
Elle participe à plusieurs missions photographiques dont la Mission de la Datar 1986 qui vise à représenter le paysage français des années 1980. Ses photos sont présentées dans plusieurs collections publiques.

## Biographie
Dominique Auerbacher naît à Strasbourg dans le Bas-Rhin en 1955.

### Carrière

#### Missions photographiques
Elle participe à la Mission de la Datar 1986 qui vise à représenter le paysage français des années 1980. Elle interroge la place de l'humain dans la ville et le paysage urbain tout en jouant sur la potentielle interchangeabilité de ses clichés, pris dans différentes métropoles européennes.
De 1987 à 1991, elle participe à la mission Quatre Saisons du Territoire de Belfort au côté de onze autres photographes. 
En 1993, elle réalise les prises de vues initiales d'un itinéraire dans le Nord-Pas-de-Calais pour l’Observatoire national photographique du paysage. Elle documente notamment les paysages autoroutiers. 
Au printemps 2004, elle participe au projet Linea di Confine en Émilie-Romagne pour qui elle documente le chantier du train à grande vitesse Bologne-Parme et ses effets su les habitants et l’environnement alentour.

#### Pratique multimédia
À partir des années 1990, elle oriente sa pratique artistique sur la photographie et les installations multimédias. Elle présente ses œuvres lors de plusieurs expositions comme L'Art est une arme, au centre d'art Dominique Lang à Ville de Dudelange, ou Scratches, à la Maison européenne de la photographie à Paris,,.
Ses photos font partie de différentes collections publiques comme celle du Centre Pompidou.

## Expositions majeures
- 2011 : Kunst Ist Waffe - L'Art est une arme, au centre d'art Dominique Lang à Ville de Dudelange[5]
- 2012 : Scratches, à la Maison européenne de la photographie à Paris[6]

## Publications
- Dominique Auerbacher - Vouz avez-dit "il progresso"?, Linea di Confine Ed, coll. « Linea veloce Bologna-Milano », 2004 (ISBN 978-88-88382-06-7)
- Dominique Auerbacher, Paysages sur catalogue, F. Hazan ARP, 1998 (ISBN 978-2-85025-645-5)
- Les quatre saisons du territoire: l'automne, Ed. de l' Est, coll. « Photographies », 1991 (ISBN 978-2-86955-113-8)